# Ernst Waldinger
Ernst Waldinger (geboren 16. Oktober 1896 in Wien-Neulerchenfeld, Österreich-Ungarn; gestorben 1. Februar 1970 in New York) war ein österreichisch-US-amerikanischer Lyriker und Essayist.

## Leben
Ernst Waldinger entstammte einer jüdischen Familie. Er war Soldat im Ersten Weltkrieg und wurde 1917 in Rumänien schwer verwundet (verlor zeitweise sein Sprechvermögen), nach dem Krieg studierte er Germanistik und Kunstgeschichte an der Universität Wien (Dr. phil. 1921). Anschließend arbeitete er für den Verlag „Allgemeiner Tarifanzeiger“ von Alexander Freud, einem Bruder von Sigmund Freud. 1926 heiratete er eine Nichte Sigmund Freuds, Beatrice (Rosa) Winternitz. Sie hatten eine Tochter namens Ruth. 1933 war er Mitglied der Vereinigung sozialistischer Schriftsteller. Ab 1935 war er Mitherausgeber der Reihe „Das kleine Lesebuch“.
Nach dem Anschluss 1938 floh er aus Wien vor den Nationalsozialisten nach New York. Er erhielt 1947 eine Professur für deutsche Sprache und Literaturgeschichte am Skidmore College in Saratoga Springs N. Y., die er bis 1965 innehatte. Als Lyriker und Essayist verarbeitete er die leidvollen Erfahrungen der Entwurzelung durch das Exil.
In New York City war er 1944 Mitbegründer von Wieland Herzfeldes Aurora-Verlag. Nach 1945 publizierte Waldinger wieder in Österreich, so in der Zeitschrift PLAN.

## Werke
- Die Kuppel. Wien 1934 (Gedichte)
- Der Gemmenschneider. Neue Verse. Wien 1937
- Die kühlen Bauernstuben. Aurora-Verlag, New York 1946
- Musik für diese Zeit. München 1946
- Glück und Geduld. New York 1952
- Zwischen Hudson und Donau. Wien 1958
- Gesang vor dem Abgrund. 1961
- Ich kann mit meinem Menschenbruder sprechen. Wien 1965 (Gedichte)
- Noch vor dem jüngsten Tag - Ausgewählte Gedichte und Essays, Karl-Markus Gauß (Hrsg. und Nachwort), mit Theodor Waldinger: Mein Bruder Ernst Waldinger, Müller Salzburg 1990, ISBN 3-7013-0799-7.

## Auszeichnungen
- 1934 Julius-Reich-Preis
- 1958 Theodor-Körner-Preis
- 1960 Literaturpreis der Stadt Wien
- 1966 Ehrenmedaille der Bundeshauptstadt Wien in Gold